# Station Avoncliff
Avoncliff is een spoorwegstation in Engeland. Het station is een request stop, waar treinen alleen stoppen op verzoek.

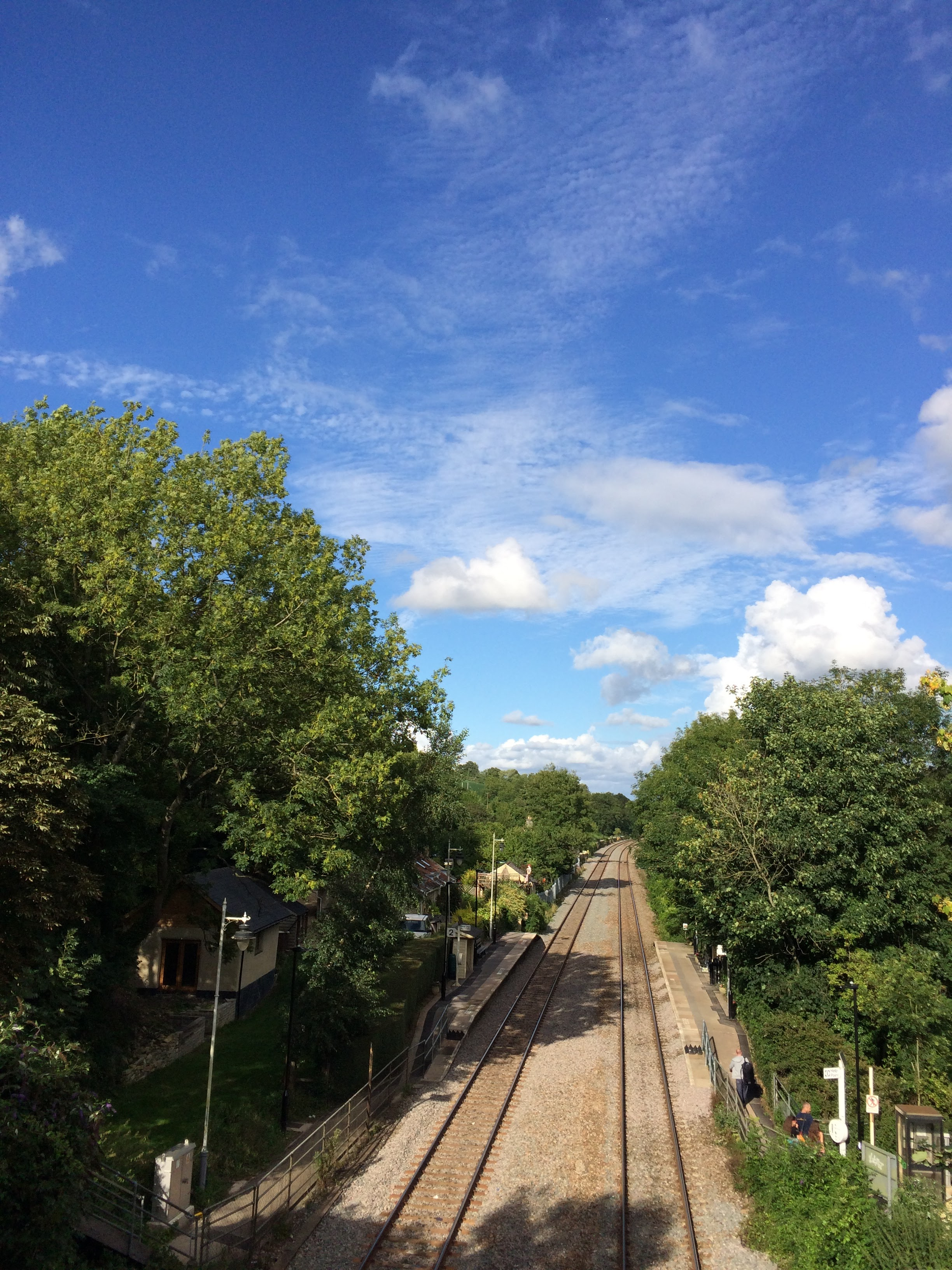
Overzicht, 2017